# Abies delavayi
Abies delavayi es una especie de conífera perteneciente a la familia Pinaceae. Es nativa de Yunnan en el sur China y áreas adjuntas en el sudeste de Tíbet, lejano nordeste de India, norte de Birmania, y noroeste de Vietnam. Es un árbol que crece en las montañas a gran altitud,  3,000-4,000 m de altura, a menudo ocupando una línea de árboles.

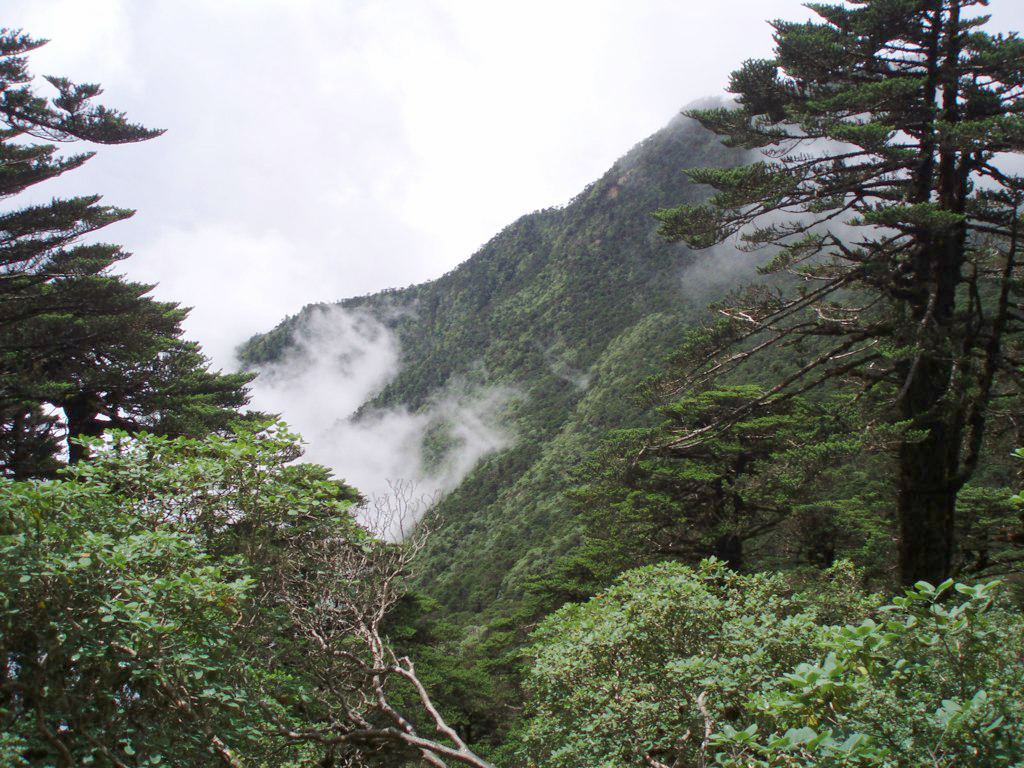
En su hábitat

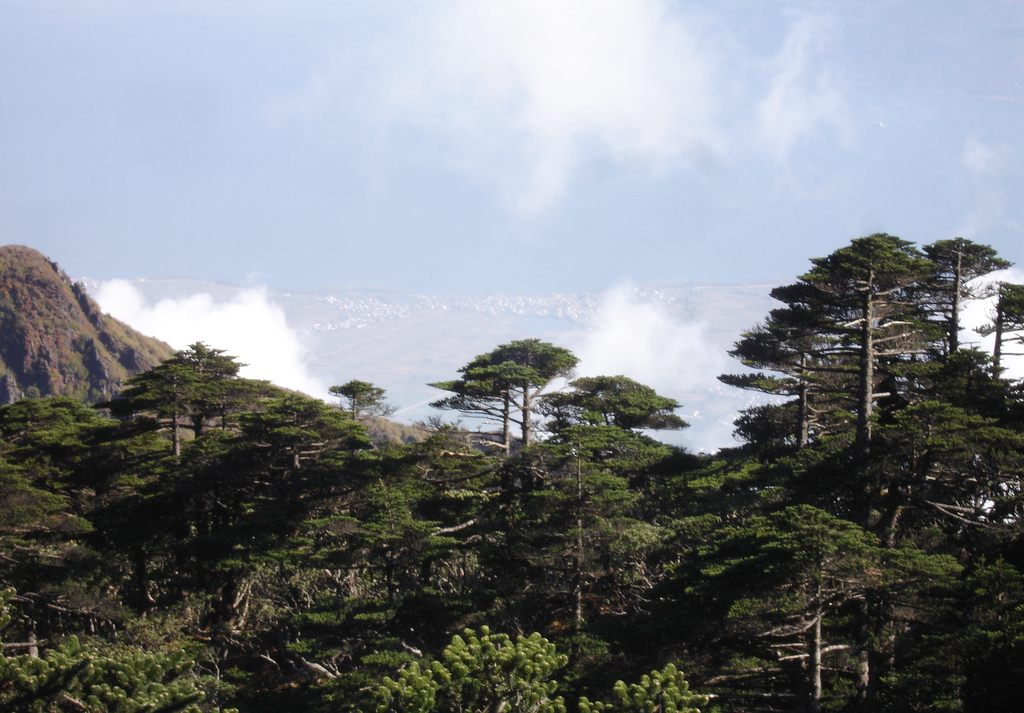
En su hábitat

## Descripción
Es un pequeño árbol de tamaño medio que alcanza los 7–40 m de altura, a menudo menos en la línea de árboles. Las hojas como agujas tienen 15–30 mm de longitud y 1–2 mm de ancho, con un distintivo margen recogido. La superficie superior de las hojas son de color verde oscuro sin estomas, la parte baja es color blanco-nieve con los estomas cubriéndola densamente, puede ser una adaptación para soportar las grandes lluvias del clima monsónico. Los conos son de color púrpura oscuro de 6–12 cm de longitud y 3-4.5 cm de ancho, cuando madura a los 6-8 meses, se rompe para lanzar las semillas aladas.

## Taxonomía
Abies delavayi fue descrita por Adrien René Franchet y publicado en Journal de Botanique (Morot) 13(8): 255–256. 1899.
Etimología
Abies: nombre genérico que viene del nombre latino de Abies alba.
delavayi: epíteto nombrado en honor del padre Pierre Jean Marie Delavay, después de su descubrimiento a 3,500-4,000 m de altitud en las montañas Cangshan cerca de Dali.
Sinonimia
var. nukiangensis (W.C.Cheng & L.K.Fu) Farjon & Silba
- Abies nukiangensis W.C.Cheng & L.K.Fu[7][8]